# Samuel Fries
Samuel Andreas Fries, född den 15 mars 1867 i Linköping, död den 14 december 1914 i Stockholm, var en svensk teolog. 
Fries blev teologie doktor i Uppsala och komminister i Storkyrkoförsamlingen i Stockholm 1898 samt kyrkoherde i Oskars församling där 1907. Fries var en av Sveriges lärdaste teologer, men vann aldrig anställning vid något universitet. Han vetenskapliga arbete inföll främst inom exegetiken, och redan med sitt ungdomsarbete, Israels historia (1894) intog han en markerad ställning i det att han tidigare än någon annan svensk teolog anslöt sig till Julius Wellhausens syn på den gammaltestamentliga utvecklingen. Som självständig forskare hävdade han dock i Den israeliska kulturens centralisation (1895) och Die Gesetzesschrift des Königs Josia (1903) särmeningar på vissa punkter. I Nya Testamentets exegetik riktade han sitt intresse mot frågan om Johannesevangeliets uppkomst och ansåg sig i Det fjärde evangeliet och hebreerevangeliet (1898) och i Jesu lif (1902) på nya vägar kunna fastslå dess värde som autentisk urkund. 
Hans vetenskapliga intresse gav sig, utom i en omfattande produktion, uttryck i hans arbete för den religionsvetenskapliga kongressen i Stockholm 1897 och i hans stiftande av Religionsvetenskapliga sällskapet i Stockholm 1906. I sin dogmatiska ståndpunkt var han starkt påverkad av Albrecht Ritschl, och uppvisade en säregen blandning mellan konservatism och radikalism, av rationalism och mystik. Med sitt forskarintresse förenade han lika utpräglad praktisk begåvning, som gjorde den till en början omstridde mannen till en av förgrundsfigurerna i det svenska prästerskapet. Förbindelsen mellan kyrka och kultur var riktpunkten för hans prästerliga verksamhet både som predikant och som kyrkopolitiker. Bland hans predikosamlingar märks Guds rike (1910), Livets mening och mål (1915, ny samling 1917), en rad av hans kyrkopolitiska skrifter finns samlade i Kyrkopolitiska riktlinjer (1915). Han översatte Adolf von Harnacks Den evangelisk-sociala uppgiften i ljuset af kyrkans historia (1894).
Samuel Fries tillhörde Skånesläkten Fries, samma släkt som Bengt Fries. Han var bror till Elias Fries och farbror till Carl Fries. Samuel Fries från 1894 gift med Anna Fries, född Fagerlin. De var föräldrar till Martin Fries. Makarna vilar i en familjegrav på Norra begravningsplatsen utanför Stockholm.